# NRP Douro (P591)
O NRP Douro (P591) é um navio-patrulha oceânico da classe Tejo, actualmente ao serviço da Marinha Portuguesa.

## Cronologia
- A 28 de Abril de 2015, o NRP Douro foi aumentado ao efectivo.[1][2]

- A 3 de Março de 2017, foi autorizada a despesa e a formação do Acordo de prestação de serviços de revisão intermédia do NRP Douro, pelo preço máximo de 658 137,46 (euro), sem IVA incluído, a celebrar com a Arsenal do Alfeite.[3]

- A 7 de abril de 2017, o NRP Douro passou ao estado de armamento.[2]